# Alfonso Fernández de Bonilla
Alfonso Fernández de Bonilla (falecido em 1600) foi um prelado católico espanhol que serviu como arcebispo do México (1593 – 1600).

## Biografia
Alfonso Fernández de Bonilla nasceu em Córdova, Espanha. Foi deão e Inquisidor Apostólico da Nova Espanha por volta de 1575, depois nomeado Visitador e Bispo eleito da Nova Galiza, bispado que não ocupou porque também foi ao Peru como Visitador.
No dia 22 de maio de 1592, Alfonso Fernández foi nomeado pelo Papa Clemente VIII como Arcebispo do México. Em 1593, foi consagrado bispo em Lima, por Toribio Alfonso de Mogrovejo, arcebispo de Lima. Serviu como arcebispo do México até à sua morte, mas nunca entrou na arquidiocese, falecendo em Lima.